# Balong (Kembang)
Balong is een bestuurslaag in het regentschap Japara van de provincie Midden-Java, Indonesië. Balong telt 5154 inwoners (volkstelling 2010).